# خالد المبیض
خالد المبیض (عربی: خالد المبيض؛ زادهٔ ۱۰ ژانویهٔ ۱۹۹۳) بازیکن فوتبال اهل سوریه است.
از باشگاه‌هایی که در آن بازی کرده‌است می‌توان به باشگاه ورزشی طلیعه و باشگاه ورزشی الوحده اشاره کرد.
وی همچنین در تیم‌های ملی فوتبال زیر ۲۰ سال سوریه، زیر ۲۳ سال سوریه، و سوریه بازی کرده‌است.